# Luque
Luque er en by og kommune i det sydlige Spanien i provinsen Córdoba. Den har et indbyggertal på 2.809 (2024) indbyggere.